# Bactrocera cogani
Bactrocera cogani
 es una especie de díptero que White describió por primera vez en 2006. Bactrocera cogani pertenece al género Bactrocera de la familia Tephritidae. Esta especie como plaga agrícola ha sido atacada por los agricultores en Angola.